# Olympische Sommerspiele 1996/Teilnehmer (Guam)
| Gelbes Symbol für Goldmedaillen mit stilisierten Olympischen Ringen | Graues Symbol für Silbermedaillen mit stilisierten Olympischen Ringen | Braundes Symbol für Bronzemedaillen mit stilisierten Olympischen Ringen |
| ------------------------------------------------------------------- | --------------------------------------------------------------------- | ----------------------------------------------------------------------- |
| —                                                                   | —                                                                     | —                                                                       |

Guam nahm bei den Olympischen Sommerspielen 1996 in Atlanta zum dritten Mal an Olympischen Sommerspielen teil. Die Mannschaft bestand aus acht Sportlern, von denen sechs Männer und zwei Frauen waren. Sie starteten in neun Wettbewerben in vier Sportarten. Der jüngste Teilnehmer war der Schwimmer Darrick Bollinger mit 17 Jahren und 349 Tagen, die älteste war die Seglerin Cathleen Moore-Linn mit 35 Jahren und 15 Tagen. Während der Eröffnungsfeier am 19. Juli 1996 trug der Schwimmer Patrick Sagisi die Flagge Guams in das Olympiastadion.

## Teilnehmer
| Name                | Alter | Geschlecht | Sportart       | Resultat(e)                                                       |
| ------------------- | ----- | ---------- | -------------- | ----------------------------------------------------------------- |
| Marie Benito        | 30    | weiblich   | Leichtathletik | Platz 65 im Marathon                                              |
| Darrick Bollinger   | 17    | männlich   | Schwimmen      | Platz 46 über 50 Meter Freistil; Platz 51 über 100 Meter Freistil |
| Brett Chivers       | 19    | männlich   | Segeln         | Platz 44 im Laser                                                 |
| Jan Iriarte         | 33    | männlich   | Segeln         | Platz 42 im Windsurfen                                            |
| Neal Kranz          | 29    | männlich   | Ringen         | Platz 16 im Super-Schwergewicht Freistil                          |
| Cathleen Moore-Linn | 35    | weiblich   | Segeln         | Platz 27 im Windsurfen                                            |
| Patrick Sagisi      | 24    | männlich   | Schwimmen      | Platz 51 über 100 Meter Schmetterling                             |
| David Wilson        | 18    | männlich   | Leichtathletik | Platz 7 im zweiten Vorlauf über 200 Meter                         |